# Chiuduno
Chiuduno (AFI: [kjuˈduːno]; Ciüdü, [ʧyˈdy] in dialetto bergamasco) è un comune italiano di 6 227 abitanti della provincia di Bergamo in Lombardia.
Situato tra la pianura bergamasca e la Valcalepio, dista circa 15 chilometri ad est dal capoluogo orobico.

## Storia
Le origini del paese risalgono all'epoca della dominazione gallica, databili attorno al V secolo a.C. A tale periodo risale il nome del paese, originariamente Claudun, in cui appare il suffisso –dun, utilizzato dalle popolazioni celtiche per indicare un luogo sito in prossimità di colli o monti. La successiva colonizzazione romana modificò il nome in Claudunum, da cui deriva il toponimo attuale, e diede nuovi impulsi al borgo grazie alla presenza di una strada che collegava Bergamo con Brescia. Questa si trovava proprio alla base dei colli della Valcalepio, dove si sviluppò il paese.
La bonifica dei terreni determinò una capillare diffusione degli insediamenti abitativi, con culture prevalentemente cerealicole, e la realizzazione di un'importante rete viaria, comprendente la Via Francesca, usata anche per motivi militari. Su questa via, in prossimità dell'oratorio dei Santi Cosma e Damiano, fu ritrovata la celebre colonna miliare, considerata tra le epigrafi romane più importanti della Provincia di Bergamo.
I primi documenti in cui viene menzionato il nome del paese risalgono tuttavia all'anno 795, mentre nel 928 un atto riferisce di una cappelletta votiva dedicata a San Vito, di cui oggi non esiste più nulla. In epoca medievale il paese ebbe notevole sviluppo, grazie alla presenza della strada di origine romana che, ricostruita un po' più a monte, collegava il capoluogo orobico con la vicina città di Brescia, intersecata da quella che proveniva dalla Franciacorta. Questa invidiabile posizione rese Chiuduno soggetto alle mire politiche di varie signorie, allorché venne decisa la costruzione di una fortezza per proteggere il paese.
Costruita sul colle che sovrasta il paese, inizialmente di proprietà vescovile, venne acquisita nel XIV secolo dalla famiglia Suardi, e caratterizzò la storia di Chiuduno al punto che su di essa vennero create storie e leggende riguardanti la sua impenetrabilità. In tempi più recenti, il paese passò alle cronache per avere fornito ben tre partecipanti alla spedizione dei mille, organizzata da Giuseppe Garibaldi nel 1860 per ottenere l'unità d'Italia. Di questi tre il più importante fu indubbiamente Giuseppe Tironi, passato alle cronache come il trombettiere ufficiale della spedizione stessa.
Nel XX secolo il paese si caratterizzò per una spiccata propensione sia verso il settore industriale, sviluppando industrie di bottoni, sia verso quello agricolo, grazie alle coltivazioni di viti che permettono la produzione di ottimo vino denominato Valcalepio, riconosciuto con l'etichetta D.O.C.
In entrambi i campi i prodotti sono rinomati in tutto il mondo.
Ha dato i natali a Guido Gambarini, insigne musicista e docente. Ogni anno a fine maggio ha luogo la manifestazione Lo Spirito del Pianeta presso il polo sportivo/fieristico, un festival indigeno internazionale dove si tengono conferenze e si esibiscono con musica e danze rappresentanti delle culture di tutto il mondo.

### Simboli
Lo stemma utilizzato dal Comune non è stato ancora formalmente concesso.
Nello scudo è raffigurato il castello di proprietà dei Suardi nel XIV secolo, tuttora esistente. Nella parte superiore, il capo dell'Impero denota l'appartenenza del paese alla fazione ghibellina.
Il gonfalone in uso è costituito da un drappo di rosso.

## Monumenti e luoghi d'interesse
Oltre al già citato castello, risalente al IX secolo, di cui oggi rimangono soltanto la torre ed alcune parti dell'originale fortificazione, è presente un'altra fortificazione, in località Cicola, al confine con il comune di Carobbio degli Angeli, con gli anni trasformata in un edificio rurale. Risalente al XVII secolo, di proprietà dei Suardi, possiede una caratteristica forma ad “U”.
Merita menzione anche la chiesa parrocchiale, dedicata a Santa Maria Assunta, che venne costruita nel 1743 sulle basi di un precedente edificio di culto risalente al XV secolo, ed al cui interno si possono trovare opere pittoriche di particolare pregio.
I fratelli scultori Andrea e Gian Giacomo Manni di Rovio, residenti a Gazzaniga, vi realizzarono l'altare maggiore e l'altare dei Morti intorno al 1725 circa.
Poco distante si trova la vecchia parrocchia, da poco santuario, di San Michele posta sull'omonimo colle, inserita nel borgo medievale a cui apparteneva il castello, dove si trova un'interessante opera scultoria, una Pietà di Andrea Fantoni.
Nella suggestiva Valle del Fico, caratterizzata da boschi e colture agro-vinicole, vi è la piccola chiesa dedicata alla Madonna della Campagna, a navata unica, nel cui interno si ammira un grande affresco a tempera, eseguito nel 1976 dallo scultore bergamasco Piero Brolis (1920-1978), che descrive i motivi della intitolazione della chiesa.

## Società

### Evoluzione demografica
Abitanti censiti

## Sport

### Calcio
La società locale è stata fino alla stagione 2018-2019 l' A.S.D. Atletico Chiuduno, squadra militante al campionato di promozione.
La stagione seguente si unisce alla Grumellese Calcio dando vita ad una nuova squadra denominata Atletico Chiuduno Grumellese Calcio.
A Chiuduno è presente anche una realtà di futsal (calcio a 5), l'A.S.D. Futsal Chiuduno, quest'ultima partecipante al campionato 2014-2015 di Serie C2 girone C/Lombardia.